# Сан-Диего (футбольный клуб)
«Сан-Диего» (англ. San Diego) — американский футбольный клуб из одноимённого города штата Калифорния. С 2025 года выступает в MLS, главной футбольной лиги США и Канады.

## История

### Ранние футбольные команды из Сан-Диего
Первой профессиональной футбольной командой Сан-Диего была недолговечная команда «Сан-Диего Торос», которая состояла в Североамериканской футбольной лиге (NASL), переехав из Лос-Анджелеса в 1968 году и отыграв один сезон. Второй профессиональной командой стала «Сан-Диего Джоус», которая была основана в 1976 году на базе бывшей команды «Балтимор Кометс». Спустя год команда переехала в Лас-Вегас, однако, вернулась в 1978 году под названием «Сан-Диего Сокерз». Эта команда проводила матчи на стадионе Джека Мерфи, на котором также играли такие команды, как «Сан-Диего Чарджерс» (Национальная футбольная лига) и «Сан-Диего Падрес» (Главная лига бейсбола). У «Сокерз» была плохая посещаемость, но они пережили роспуск Североамериканской футбольной лиги, перейдя в Высшую лигу футзала, где они выиграли восемь чемпионатов за девять сезонов. После этого оманда перешла в Континентальную футбольную лигу футзала в 1993 году и в 1997 году была закрыта. Позже это название было использовано для второй футзальной команды, существовавшей с 2001 по 2004 год, а также третьей футзальной команды, которая начала выступления в 2009 году. Такие команды, как «Сан-Диего Флэш» и «Сан-Диего 1904», играли непродолжительное время в низших дивизионах американского футбола в 2000-х и 2010-х годах, а затем были распущены.

### Попытки создать клуб в Сан-Диего
Во время формирования MLS в середине 1990-х Сан-Диего не входил в число городов США, официально подавших заявку на команду в первом сезоне, но проявил интерес и провёл несколько встреч с руководством лиги. Комиссар MLS Дуглас Логан назвал Сан-Диего главным кандидатом на создание команды расширения. Однако, серьёзным препятствием для этого отсутствие в городе подходящего стадиона. В то время стадион Джека Мерфи, использовавшийся совместно с «Падрес», имел бо́льшую вместимость, чем требовала на тот момент лига. На реконструированном стадионе Джека Мерфи (переименованном в стадион «Куаллком») состоялось несколько показательных матчей, а также Матч всех звёзд MLS 1999 года, который посетило 23 277 человек. Это был единственный Матч всех звёзд MLS, который проводился за пределами действующего или будущего города MLS.
После того, как были одобрены планы по строительству стадиона для «Падрес» в центре города, комитет расширения MLS заявил о своей поддержке в создании команды, которая играла бы на стадионе «Куаллком» — либо постоянно, либо до тех пор, пока не будет построен футбольный стадион. Сан-Диего рассматривался в качестве места базирования «Чивас США», участника MLS, которая будет служить аффилированной командой для «Гвадалахара» из мексиканской Лиги MX. Вместо этого команда «Чивас США» решила сделать своей домашней ареной стадион «Хоум Дипо Сентер» совместно с «Лос-Анджелес Гэлакси». Лига продолжала называть Сан-Диего потенциальным кандидатом на расширение и вела переговоры с несколькими заинтересованными группами инвесторов, но отсутствие подходящего стадиона помешало дальнейшему рассмотрению. Стадион «Бальбоа», арена «Чарджерс» и «Джоус» 1960-х годов, также упоминался как потенциальное место для строительства запасного стадиона, построенного для команды MLS.
В 2007 году относительно недалеко от города в соседней Мексике появилась команда «Тихуана», вступившая в Лигу MX в 2011 году. Данная команда получила большую поддержку среди жителей города и его окрестностей из-за близости города к Мексике и испаноязычного населения, которое составляет в городе большинство. Сан-Диего также оставался одним из ведущих мест США по просмотру телевизионных трансляций Чемпионата мира по футболу, Премьер-лиги и других зарубежных футбольных соревнований. В этом районе также родилось несколько выдающихся игроков мужских и женских национальных сборных США.
Команда «Сан-Диего Чарджерс» объявила о планах переехать в Лос-Анджелес в 2015 году, а также предложила построить новый стадион в центре Сан-Диего, который требовал одобрения избирателей, но был отклонён. Переезд команды был официально объявлен в начале 2017 года и открыл возможность для новой заявки на расширение MLS, которую возглавит бизнесмен Майк Стоун вместе с несколькими другими инвесторами, включая владельца «Падрес» Питера Зайдлера и бывшего футболиста Лэндона Донована. Отдельное предложение было от бывшего владельца «Падрес» Джона Мурса, который проявил интерес к созданию команды MLS в 1990-х годах. Заявка Стоуна предлагала реконструкцию территории стадиона «Куаллком» под названием «SoccerCity», которая будет включать многофункциональную застройку и парк вокруг стадиона, совместно используемого спортивными командами Университета Сан-Диего (SDSU), известным, как Ацтек. Стадион вмещал бы от 20 000 до 32 000 зрителей, его строительство стоило бы 200 миллионов долларов. Отдельное предложение SDSU под названием SDSU West было объявлено и внесено в тот же бюллетень для голосования в ноябре 2018 года. SoccerCity проиграл голосование, набрав 30 процентов голосов, а SDSU West был одобрен 55 процентами голосов.
Команда второго дивизиона, «Сан-Диего Лойал», основанная Уорреном Смитом и Лэндоном Донованом в 2019 году и начавшая выступления в следующем году в USL на стадионе Тореро. Команда также проявила интерес к запуску расширения MLS с другими партнёрами, но не участвовала ни в каких последующих предложениях. Стадион SDSU West, получивший название «Снэпдрэгон Стэдиум», открылся в 2022 году и стал домом для футбольного клуба «Сан-Диего Уэйв», команды расширения Национальной женской футбольной лиги, которая переехала со стадиона Тореро. В свой первый сезон команда установила несколько рекордов посещаемости женского футбола в США и привлекла на свой новый стадион 32 000 болельщиков. Несколько групп инвесторов также обратились к SDSU с просьбой создать команду расширения MLS, которая будет играть на стадионе «Снэпдрэгон» с финансовыми уступками, запрошенными лигой. В апреле 2023 года Petra Development Group и сторонние инвесторы объявили об отдельном предложении о строительстве многофункционального жилого и гостиничного района в пригороде Чула-Виста с футбольным стадионом.

### Заявка Мансура-Сикуан
Индейское племя Сикуан, признанное на федеральном уровне и владеющее местными развлекательными заведениями, начала искать возможности для инвестирования в спортивную собственность в декабре 2020 года. В следующем году они заключили партнёрство с разработчиком Брэдом Термини, чтобы подать заявку на команду расширения MLS и искали крупного финансового партнёра с помощью лиги. Племя Сикуан связалось с группой Мансур, возглавляемой бизнесменом Мохамедом Мансуром, который присоединился к заявке в конце 2022 года. В октябре 2022 года газета San Diego Union-Tribune сообщила, что предложенной команде потребуется соглашение с SDSU, чтобы использовать стадион «Снэпдрэгон». Сан-Диего конкурировал с предложениями Лас-Вегаса, который ранее был описан как «фаворит» на то, чтобы стать 30-й командой MLS. Первое предложение Лас-Вегаса, возглавляемое Уэсом Иденсом и Нассефом Савирисом, совладельцами футбольного клуба «Астон Вилла» в Премьер-лиге, включало концептуальный крытый стадион.
18 мая 2023 года на мероприятии на стадионе «Снэпдрэгон» MLS объявила, что команда расширения была передана Сан-Диего и будет принадлежать Мансуру и племени Сикуан. По сообщениям СМИ, группа владельцев заплатила 500 миллионов долларов за расширение. В течение дня было продано в общей сложности 5000 абонементов. Планируется, что команда начнёт играть в 2025 году, что даст штату Калифорния четыре клуба в лиге.
В 2024 году клуб объявил о соглашении с командой «Тихуана», которое включает в себя 1 товарищеский матч между командами ежегодно.
Первым футболистом, подписавшим контракт с «Сан-Диего», стал мексиканец Ирвинг Лосано, известный по прозвищу «Чаки». Однако, он продолжил выступление за нидерландский «ПСВ», до начала вступлений «Сан-Диего» .

## Клубная символика
Команда представила своё название «Футбольный клуб Сан-Диего» и эмблему на стадионе «Снэпдрэгон» 20 октября 2023 года. Герб представляет собой щит официальных цветов клуба — хромового и лазурного, — окружённый градиентной полосой синего, красного, оранжевого голубого и жёлтого цвета. В центре щита находится круглый рисунок под названием «Поток» с 18 линиями, которые представляют 18 городов округа Сан-Диего. В верхней части щита находится арка с надписью «Сан-Диего», представляющая собой монументальные знаки, украшающие кварталы города.
«Сан-Диего» заключил контракт с Pupila, консультантом по дизайну из Коста-Рики, на разработку фирменного стиля клуба. Частью презентации также стала серия дополнительных логотипов с надписью «The Flow» и «SD». «Сан-Диего» использовался в качестве рабочего названия и заполнителя на момент объявления о расширении в мае 2023 года. Они являются одиннадцатой командой в MLS, использующей приставку «FC». Название и эмблема были опубликованы The Athletic за день до мероприятия, и оба они вызвали в целом негативную реакцию в Интернете.

### Форма

#### Домашняя
| 2025—н. в. |

#### Гостевая
| 2025—н. в. |

### Спонсорство
| Период     | Технический спонсор | Период     | Основной спонсор | Период     | Рукавный спонсор |
| ---------- | ------------------- | ---------- | ---------------- | ---------- | ---------------- |
| 2025—н. в. | Adidas              | 2025—н. в. | DirecTV          | 2025—н. в. | Apple TV+        |

## Текущий состав
| 1  | Флаг США               | Вр  | Си Джей Душ Сатуш                                 | 2000 |  |  |  |  |  |
| 13 | Флаг Мексики           | Вр  | Пабло Синсьега                                    | 1995 |  |  |  |  |  |
| 18 | Флаг США               | Вр  | Дюран Ферри                                       | 2006 |  |  |  |  |  |
|    |                        |     |                                                   |      |  |  |  |  |  |
| 2  | Флаг Ганы              | Защ | Вилли Кумадо                                      | 2002 |  |  |  |  |  |
| 4  | Флаг Колумбии          | Защ | Андрес Рейес                                      | 1999 |  |  |  |  |  |
| 5  | Флаг Сенегала          | Защ | Хамади Диоп                                       | 2002 |  |  |  |  |  |
| 17 | Флаг Северной Ирландии | Защ | Падди Макнейр                                     | 1995 |  |  |  |  |  |
| 22 | Флаг Аргентины         | Защ | Франко Негри                                      | 1995 |  |  |  |  |  |
| 23 | Флаг США               | Защ | Эйден Харанги (в аренде из «Айнтрахта»)           | 2006 |  |  |  |  |  |
| 25 | Флаг США               | Защ | Иан Пилчер                                        | 2003 |  |  |  |  |  |
| 27 | Флаг США               | Защ | Лука Бомбино (в аренде из «Лос-Анджелеса»)        | 2006 |  |  |  |  |  |
| 33 | Флаг США               | Защ | Оскар Верховен (в аренде из «Сан-Хосе Эртквейкс») | 2006 |  |  |  |  |  |
| 97 | Флаг Швеции            | Защ | Кристофер Маквей                                  | 1997 |  |  |  |  |  |
|    |                        |     |                                                   |      |  |  |  |  |  |
| 6  | Флаг Дании             | ПЗ  | Йеппе Тверсков (капитан)                          | 1993 |  |  |  |  |  |
| 8  | Флаг Финляндии         | ПЗ  | Онни Валакари (в аренде из «Пафоса»)              | 1999 |  |  |  |  |  |

| 14 | Флаг США      | ПЗ  | Лука де ла Торре (в аренде из «Сельты») | 1998 |  |  |  |  |  |
| 15 | Флаг США      | ПЗ  | Педро Сома                              | 2006 |  |  |  |  |  |
| 19 | Флаг США      | ПЗ  | Дэвид Васкес                            | 2006 |  |  |  |  |  |
| 20 | Флаг Панамы   | ПЗ  | Анибаль Годой                           | 1990 |  |  |  |  |  |
| 26 | Флаг Ганы     | ПЗ  | Ману Дуа                                | 2005 |  |  |  |  |  |
| 70 | Флаг США      | ПЗ  | Алехандро Альварадо                     | 2003 |  |  |  |  |  |
|    |               |     |                                         |      |  |  |  |  |  |
| 7  | Флаг Дании    | Нап | Маркус Ингвартсен                       | 1996 |  |  |  |  |  |
| 9  | Флаг Колумбии | Нап | Томас Анхель                            | 2003 |  |  |  |  |  |
| 10 | Флаг Дании    | Нап | Андерс Дрейер                           | 1998 |  |  |  |  |  |
| 11 | Флаг Мексики  | Нап | Ирвинг Лосано                           | 1995 |  |  |  |  |  |
| 24 | Флаг Ганы     | Нап | Эммануэль Боатенг                       | 1994 |  |  |  |  |  |
| 29 | Флаг Туниса   | Нап | Анисс Саиди                             | 2008 |  |  |  |  |  |
| 77 | Флаг США      | Нап | Алекс Майтен                            | 2002 |  |  |  |  |  |

### Игроки в аренде
| \| № \| \| Поз. \| Имя \| Год рождения \| \| - \| \| ---- \| ------------------------------------------------------------------ \| ------------ \| \| \| \| ПЗ \| Хайне Гиклинг Брусет[англ.] (в «Сарпсборге 08» до 31 декабря 2025) \| 2004 \| |               |      |                                                             |              |
| № |               | Поз. | Имя                                                         | Год рождения |
| | Флаг Норвегии | ПЗ   | Хайне Гиклинг Брусет (в «Сарпсборге 08» до 31 декабря 2025) | 2004         |

## Стадион
«Сан-Диего» будет проводить домашние матчи на стадионе «Снэпдрэгон», открытом стадионе на 35 000 мест, который открылся в 2022 году на месте бывшего стадиона «Куаллком». Стадион примыкает к кампусу SDSU Mission Valley и используется университетом для проведения футбольных матчей и регбийных матчей. Он также является домашним для футбольного клуба «Сан-Диего Уэйв» из Национальной женской футбольной лиги, «Сан-Диего Легион» из Главной лиги Регби (MLR), а также университетской команды «Сан-Диего Ацтекс». В середине 2023 года на стадионе планируется провести серию международных товарищеских матчей, а также полуфинал Золотого кубка КОНКАКАФ 2023 года. Стадион «Снэпдрэгон» был построен в соответствии с футбольными спецификациями и оснащён различными приспособлениями, соответствующими стандартам MLS. Вместимость стадиона больше, чем у большинства футбольных стадионов, однако, ему не хватает крыши или другой защиты от атмосферных явлений.
Штаб-квартиру команды и тренировочные базы планируется построить на участке площадью 28 акров (11 га), прилегающем к гольф-курорту Singing Hills в резервации Сикуан к востоку от Эль-Кахона. Бывший отель Singing Hills будет переоборудован в общежития для игроков и персонала академии. Строительство началось в ноябре 2023 года и должно быть завершено к 2025 году, а первые программы академии начнутся в конце того же года.

## Владельцы и менеджмент
Команда принадлежит Мохамеду Мансуру, британско-египетскому бизнесмену и политику, и племени Сикуан. Группа «Мансур» также владеет датским клубом «Норшелланн» и академией «Райт ту Дрим», имеющей объекты в Гане, Египте и Дании. По данным The San Diego Union-Tribune, в Эль-Кахоне планируется открыть филиал академии «Райт ту Дрим» с жилыми помещениями на 120—160 игроков. Сикуан — первое индейское племя, владеющее частью профессиональной футбольной команды в Соединённых Штатах, и второе после племени Мохеган в Коннектикуте, имеющее долю в любой профессиональной спортивной команде. Также известно что долю клуба купил футболист Хуан Мата.
Том Пенн был назначен генеральным директором клуба 18 мая 2023 года, ранее он был президентом футбольного клуба «Лос-Анджелес».
Первым клубным тренером стал 41-летний Майки Варас, который был назначен в сентябре 2024 года.